# Glaser-Dirks DG-200
Die Glaser-Dirks DG-200 ist ein Segelflugzeug des deutschen Herstellers Glaser-Dirks (später DG Flugzeugbau GmbH).

## Geschichte

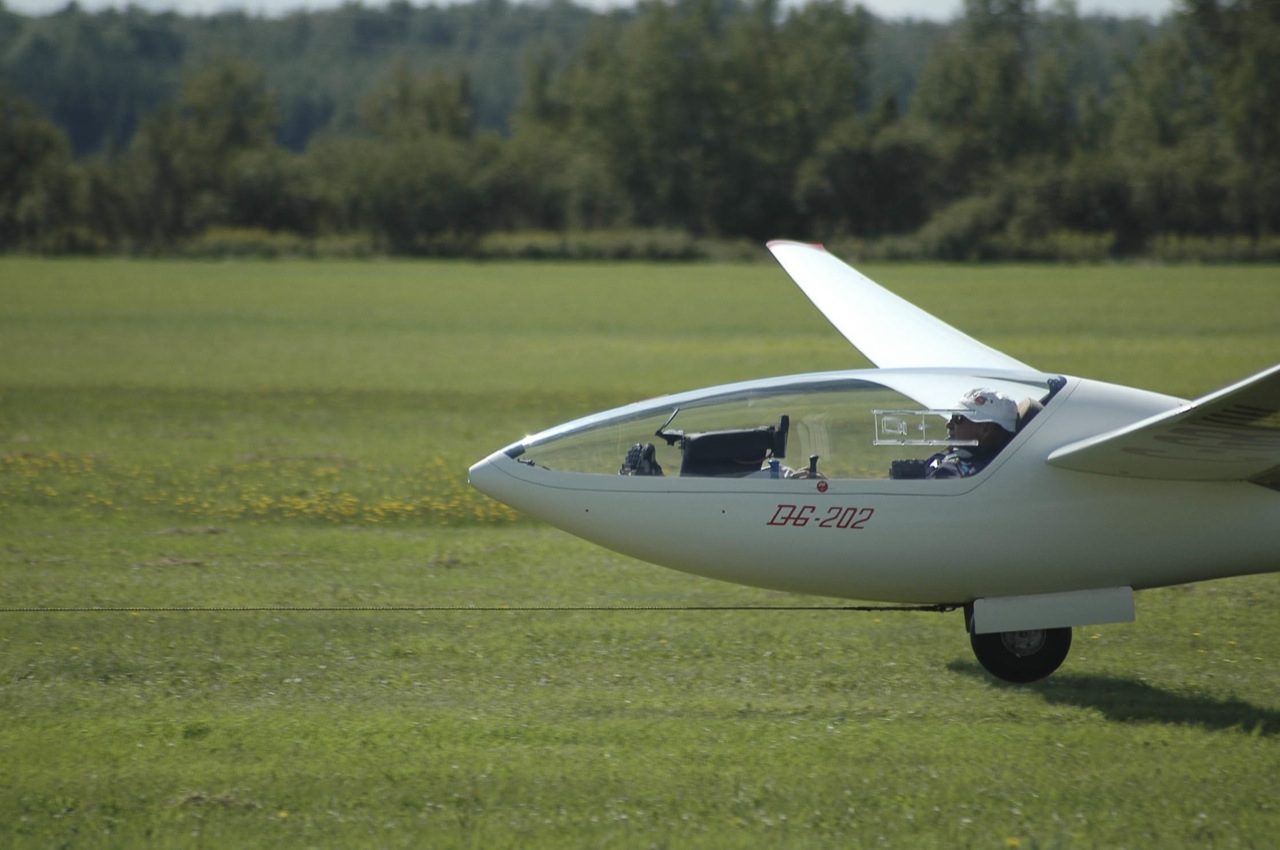
DG-202 beim Flugzeugschleppstart

Schon lange wünschten sich Segelflieger eine optimale Anpassung des Flugzeugprofiles an die jeweilige Fluggeschwindigkeit. Im Steigen wollten sie möglichst nahe an der Mindestgeschwindigkeit mit möglichst geringem Eigensinken fliegen, um so schnell wie möglich zu steigen. Für das Geradeausfliegen in ruhender oder sich abwärts bewegender Luft wünschten sie sich hohe Geschwindigkeit, um möglichst wenig Höhe zu verlieren.
In den 1970er-Jahren entstand durch den immer weiter fortgeschrittenen Einsatz der Glasfaser- und Kohlefaserverbundwerkstoffe die Möglichkeit, den lange gehegten Wunsch nach variablen Profilen zu verwirklichen.
Wölbklappen, mit welchen die Segelflugzeuge der Rennklasse (heute FAI- oder 15-m-Klasse) ausgestattet sind, ermöglichen es, Klappen am hinteren Ende des Flügels nach oben oder nach unten zu klappen. Dadurch wurde im „Kurbeln“ – also Steigen – durch den erhöhten Auftrieb (auf Kosten erhöhten Widerstandes) eine geringere Mindestfluggeschwindigkeit erreicht, im Schnellflug jedoch genau das Gegenteil – also weniger Widerstand bei entsprechend weniger Auftrieb.
Die DG-200 war nach der Glaser-Dirks DG-100 das zweite von Wilhelm Dirks konstruierte Segelflugzeug. Der Erstflug der DG-200 mit 15 m war am 22. April 1977, die DG-200/17 mit aufsteckbaren Flügelenden, die die Spannweite auf 17 m vergrößern, folgte am 14. März 1979.
Eine Weiterentwicklung aus dem Jahre 1980 ist die DG-202 bzw. DG-202/17, die eine einteilige Haube, leicht verändertes Profil und einen automatischen Höhenruderanschluss bieten.
Es folgte die DG-202/17C mit Kohlefaserholmen. Aus dieser wurde später die motorisierte Glaser-Dirks DG-400 entwickelt.

## Konstruktion
Die ursprüngliche DG-200 hatte – wie für die sogenannte FAI-15-m- oder Rennklasse festgelegt – 15 m Spannweite. Mit exakt 10 m² Flügelfläche lag sie deutlich über den Flächen, welche spätere 15-m-Segelflugzeuge hatten. Die DG-200 hat im Gegensatz zur LS3 getrennte Wölbklappen und Querruder, die Querruder werden aber überlagert angesteuert.
Die DG-200 ist in der 15-m-Version für eine maximale Geschwindigkeit von 270 km/h und eine maximale Abflugmasse von 450 kg zugelassen. Bekannt ist die gute Sicht aus dem Cockpit. Das Fahrwerk hat ein einziehbares 5"-Hauptrad.

## Flugeigenschaften
Bei der 15-m-Version ergibt sich eine praktische (nicht gerechnete oder theoretische) Gleitzahl von 40. Typisches Handicap all der Flugzeuge der ersten „Rennklasse“-Generation mit dem entsprechenden Wölbklappenprofil (LS3, Mini Nimbus, Mosquito, PIK-20) ist die überaus hohe Empfindlichkeit für Verschmutzung des Profiles durch Mücken oder Regen.
Das Flugzeug kann zwar sehr langsam gekurbelt werden, die ideale Geschwindigkeit zum Steigen zu finden, ist jedoch nicht ganz einfach. Der Rumpf ist bei der 15-m- und der 17-m-Version identisch, so dass die 15-m-Version beim Kurbeln unruhig ist und nachzentriert werden muss. Die Ruderwirkung des Seitenruders ist jedoch sehr gut. Beim sehr langsamem Geradeausflug (in Wellen oder am stabilen Hang) steigt die DG-200 bei +8 oder +12 mit 75–85 km/h sehr gut.
Im Parallelflug neben einer LS 4 sind bis etwa 120 km/h kleine Vorteile für die LS 4 zu bemerken, ein Discus erscheint klar besser. Ab 140–150 km/h – passend umgewölbt – liegt jedoch die DG-200 vorn. Im Kurbeln haben wiederum LS 4 und Discus klare Vorteile, denn wie erwähnt muss bei der 15-m-Version ständig nachkorrigiert werden, außerdem steigt sie einfach nicht so gut.
Vollgetankt (mit Wasser) und bei gutem Wetter liegt sie damit vor allem beim schnellen Vorflug (ab ca. 150 km/h) gut im Rennen. Das Flugzeug ist jedoch mit der modernen Rennklasse absolut nicht mehr vergleichbar, es gibt jedoch spezielle Wettbewerbe für ältere Flugzeuge.

## Auf- und Abrüsten
Das Auf- und Abrüsten geschieht in wenigen Minuten, da die Flächen die leichtesten der damaligen Klasse sind. Automatische Anschlüsse gibt es nur für Wölbklappen; Quer- und Höhenruder und Bremsklappen werden manuell durch Hotelier-Anschlüsse angeschlossen. Bei der DG 202 ist das Höhenruder automatisch angeschlossen.

## Technische Daten
| Kenngröße             | DG 200               | DG 202/17 |
| --------------------- | -------------------- | --------- |
| Besatzung             | 1                    | 1         |
| Länge                 | 7 m                  | 7 m       |
| Spannweite            | 15 m                 | 17 m      |
| Höhe                  | 1,4 m                | 1,4 m     |
| Flügelfläche          | 10 m²                | 10,57 m²  |
| Flügelstreckung       | 22,5                 | 27,3      |
| Leermasse             | 230 kg               | 251 kg    |
| Wasserballast         | 120 kg               | 130 kg    |
| max. Startmasse       | 450 kg               | 450 kg    |
| max. Flächenbelastung | 45 kg/m²             | 45 kg/m²  |
| Gleitzahl             | ca. 40 bei 110 km/h  | ca. 44    |
| Geringstes Sinken     | 0,55 m/s bei 72 km/h | 0,53 m/s  |
| Abrissgeschwindigkeit | 62 km/h              | 62 km/h   |
| Höchstgeschwindigkeit | 270 km/h             | 270 km/h  |